# ماریان هادنکو
ماریان هادنکو (اوکراینی: Мар'ян Ілліч Гаденко؛ ۱۵ سپتامبر ۱۹۵۵ – ۳ دسامبر ۲۰۲۱) آهنگساز، خواننده، مجری تلویزیون اهل اوکراین بود.